# Aéroport de Kiev-Boryspil
L'aéroport de Kiev-Boryspil (en ukrainien : Міжнародний аеропорт «Бориспіль») (code IATA : KBP • code OACI : UKBB) est un aéroport international situé à 30 km à l'Est de Kiev, la capitale de l'Ukraine, près de la ville de Boryspil. C'est le plus grand des trois aéroports desservant Kiev et de l'Ukraine. 
En 2011, 8 029 400 passagers ont transité par cet aéroport, qui concentre à lui tout seul 62 % du trafic aérien international en Ukraine,,, en nombre de passagers.

## Historique
- 7 juillet 1959, début des vols de fret et de transport de passagers. Premiers vols desservant Moscou et Leningrad.
- 1965, ouverture d'un nouveau terminal.
- Depuis le 11 mars 1993, l'aéroport international Boryspil est considéré comme une société indépendante.
- 2002, l'aéroport a été certifié ISO 9001.

Le 24 février 2022, l'Ukraine ferme son espace aérien aux vols civils en raison de l'invasion de l'Ukraine par la Russie, fermant ainsi l'aéroport. Le même jour, l'aéroport de Boryspil est frappé par des missiles russes, visant les infrastructures ukrainiennes.
L'aéroport a aussi un usage militaire, actuellement y est basée la 15e brigade d'aviation de transport.

## Terminal
L'aéroport dispose de cinq terminaux : 
- Terminal A - Vols intérieurs, fermeture depuis le 14 septembre 2011, en cours de rénovation ;
- Terminal B - Vols intérieurs et en partie internationaux ;
- Terminal C - Terminal VIP (jusqu'au 1er août 2012) ;
- Terminal D - Vols internationaux et un service VIP en remplacement du terminal C ;
- Terminal F - Vols internationaux, principalement des charters et les compagnies aériennes low-cost.

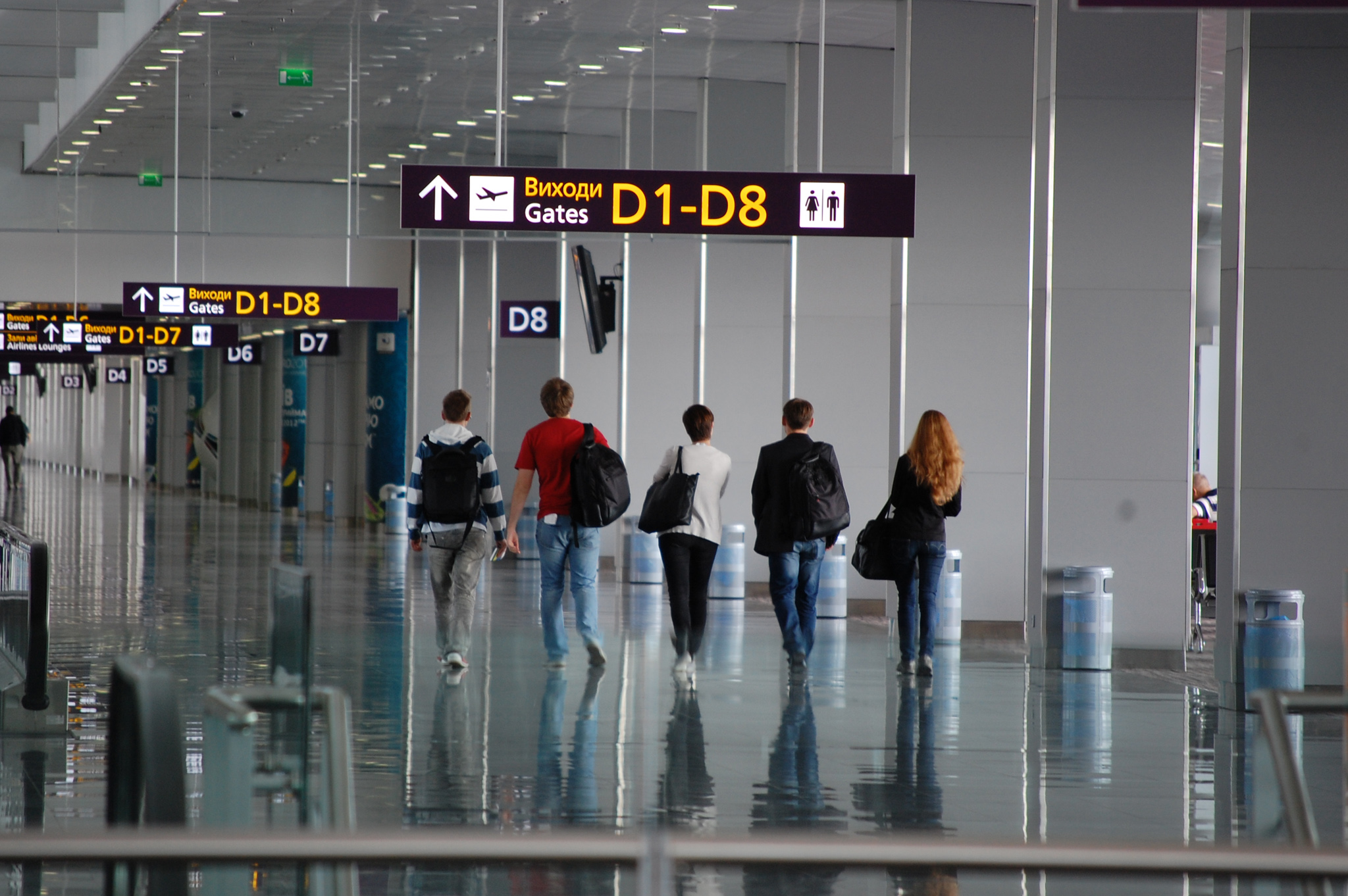
Vue le terminal D.

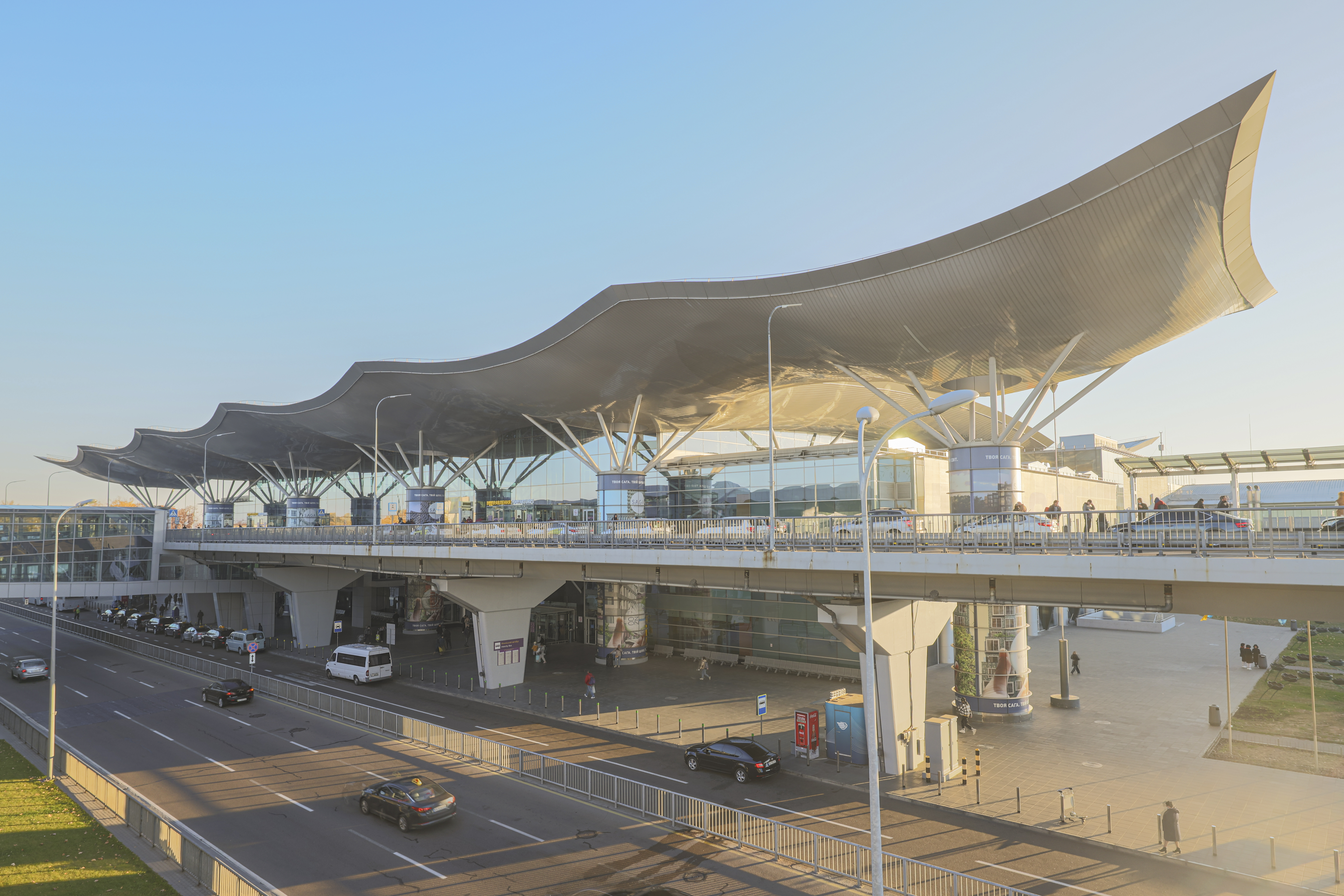
Terminal B.

La ligne ferroviaire Rapide Kiev-Boryspil relie l'aéroport à Kiev depuis 2011 par la gare de l'aéroport de Boryspil.

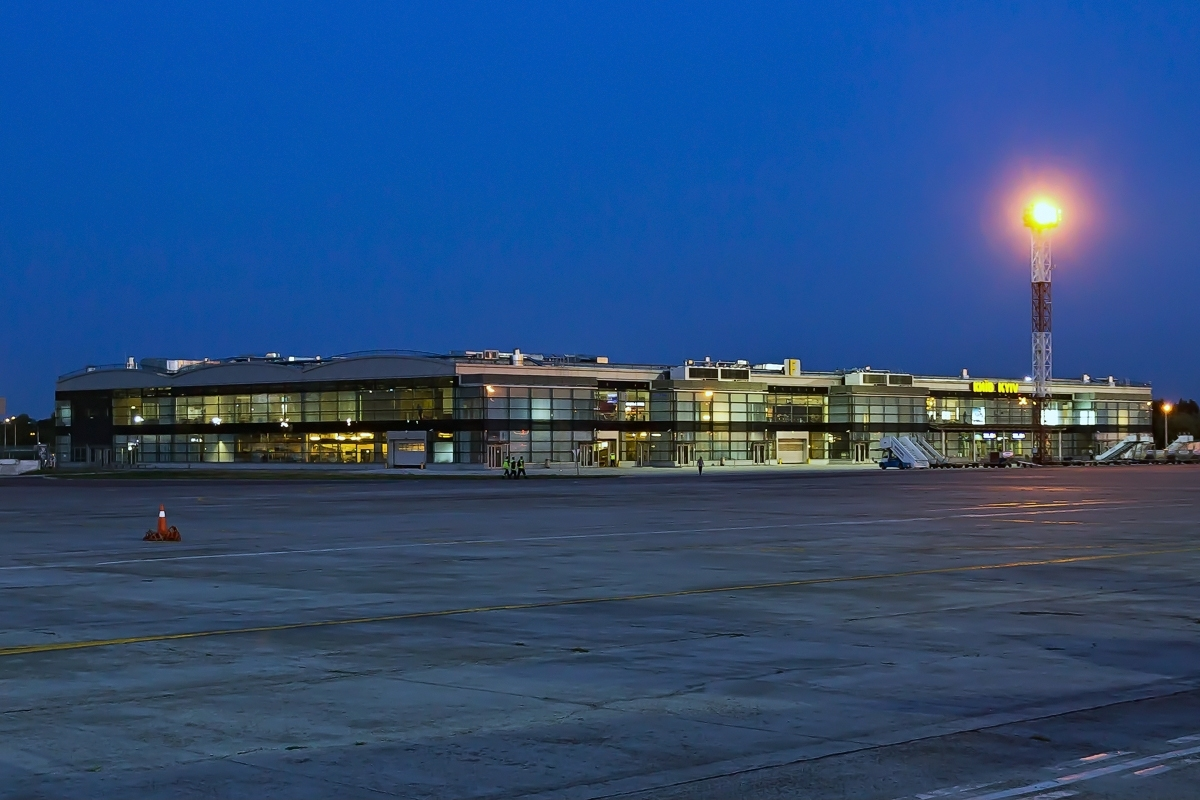
Vue le terminal F.

## Situation
| Berdiansk Oujhorod Brody Ouman Kanatove Konotop Djankoï Tchouhouïv Kryvyï Rih Donetsk Sébastopol DniproVesseloïeBaheroveHorodokChersonèseGvardeïskoïeKatchaIvano-Frankivsk Izmaïl JovtneveJytomyr Koulbakino Kharkiv · Charcovie Khmelnytskyï Kherson KrementchoukKiev/Kyïv · Jouliany Kiev/Kyïv · Boryspil Kryvyï Rih Kolomya Loutsk Louhansk LvivMarioupol Mykolaïv Myrhorod Nijyn Odessa Poltava Rivne Sambir Simferopol Starokostiantyniv Tchernivtsi Vinnytsia Zaporijjia |

## Statistiques
Pour des raisons techniques, il est temporairement impossible d'afficher le graphique qui aurait dû être présenté ici.

Voir la requête brute et les sources sur Wikidata.

## Compagnies aériennes et destinations
| Compagnies                     | Destinations |
| ------------------------------ | --- |
| Aegean Airlines                | Athènes E.-Venizélos |
| Air Arabia                     | Charjah |
| Air Astana                     | Almaty, Noursoultan |
| Air France                     | Paris-Charles de Gaulle |
| airBaltic                      | Riga, Vilnius |
| AnadoluJet                     | Ankara Esenboğa |
| Austrian Airlines              | Vienne-Schwechat |
| Azerbaijan Airlines            | Bakou-H. Aliyev |
| Azur Air Ukraine               | Charter : Hurghada, Charm el-Cheikh En saison charter : - Antalya, - Barcelone-El Prat, - Bodrum-Milas, - Bourgas, - Dalaman, - Enfidha-Hammamet, - La Romana-Casa de Campo, - Cam Ranh, - Punta Cana, - Thessalonique-Makedonía |
| Bravo Airways                  | Beyrouth-Rafic Hariri |
| Brussels Airlines              | Bruxelles-National |
| Czech Airlines                 | Prague-Václav-Havel |
| El Al                          | Tel Aviv - Ben Gourion |
| Eurowings                      | Düsseldorf |
| flydubai                       | Dubaï |
| flynas                         | Djeddah - Roi-Abdelaziz, Riyad-roi Khaled |
| FlyOne                         | En saison : Chișinău |
| KLM                            | Amsterdam |
| LOT Polish Airlines            | Varsovie-Chopin |
| Lufthansa                      | Francfort, Munich-F. J. Strauß |
| Pegasus Airlines               | Ankara Esenboğa En saison : Bodrum-Milas, Izmir-A. Menderes |
| Qatar Airways                  | Doha-Hamad, |
| Ryanair                        | - Athènes E.-Venizélos, - Barcelone-El Prat , - Bergame-Orio al Serio, - Berlin-Brandebourg , - Bologne-Borgo Panigale, - Bratislava-M. R. Štefánik , - Bydgoszcz, - Catane-Fontanarossa, - Cologne/Bonn-K. Adenauer, - Dublin, - Gdańsk-L. Wałęsa , - Francfort-Hahn, - Katowice-Pyrzowice, - Cracovie-Jean-Paul II, - Londres-Stansted, - Madrid-Barajas, - Malte, - Manchester, - Naples-Capodichino, - Paphos, - Poznań (Posnanie)-H. Wieniawski , - Riga, - Rome Léonard-de-Vinci/Fiumicino, - Sofia-Vrajdebna, - Stockholm-Arlanda, - Trévise-Sant'Angelo, - Turin S.-Pertini (Caselle), - Valence, - Vienne-Schwechat, - Vilnius , - Varsovie-Modlin (Mazovie) , - Weeze, - Wrocław-N. Copernic En saison : La Canée I.-Daskaloyánnis, Corfou-I. Kapodístrias |
| Scandinavian Airlines          | Oslo-Gardermoen |
| SkyUp                          | - Alicante-Elche, - Almaty, - Barcelone-El Prat, - Batoumi-A. Kartveli, - Paris-Beauvais, - Berlin-Brandebourg, - Dammam-roi Fahd, - Dubaï, - Erevan-Zvarnots, - Madère-C. Ronaldo, - Djeddah - Roi-Abdelaziz, - Istanbul, - Larnaca, - Lisbonne-H. Delgado, - Łódź-W. Reymont, - Madrid-Barajas, - Nice-Côte d'Azur, - Prague-Václav-Havel, - Riyad-roi Khaled, - Tbilissi-C. Roustavéli En saison : - Bergame-Orio al Serio, - Bodrum-Milas, - Bourgas, - Colombo-Bandaranaike, - Corfou-I. Kapodístrias, - Dalaman, - Dubrovnik, - Héraklion-N. Kazantzákis, - Izmir-A. Menderes, - Kos, - Malaga-Costa del Sol, - Marseille-Provence, - Monastir, - Naples-Capodichino, - Pula, - Rhodes-Diagoras, - Sofia-Vrajdebna, - Split, - Tachkent, - Ténériffe-Sud Reine Sofia, - Thessalonique-Makedonía, - Tirana-Mère-Teresa, - Tivat, - Varna, - Zanzibar En saison charter : Antalya, Manama-Bahreïn, Hambantota-Mattala, Hurghada, Marsa Alam, Charm el-Cheikh |
| Swiss International Air Lines  | Zurich |
| Turkish Airlines               | Istanbul |
| Ukraine International Airlines | - Amsterdam, - Ankara Esenboğa, - Athènes E.-Venizélos, - Bakou-H. Aliyev, - Bangkok-Suvarnabhumi, - Barcelone-El Prat, - Bergame-Orio al Serio, - Berlin-Brandebourg, - Bruxelles-National, - Budapest-Ferenc Liszt, - Le Caire, - Chișinău, - Copenhague-Kastrup, - Delhi-Indira Gandhi, - Dnipro, - Dubaï, - Düsseldorf, - Erevan-Zvarnots, - Genève-Cointrin, - Helsinki-Vantaa, - Istanbul, - Ivano-Frankivsk, - Kharkiv (Charcovie), - Kherson, - Cracovie-Jean-Paul II, - Kherson, - Larnaca, - Londres-Gatwick, - Lviv-Danilo Halitskyi, - Madrid-Barajas, - Milan-Malpensa, - Munich-F. J. Strauß, - New York-John F. Kennedy, - Odessa, - Paris-Charles de Gaulle, - Prague-Václav-Havel, - Ras el Khaïmah, - Rome Léonard-de-Vinci/Fiumicino, - Sofia-Vrajdebna, - Stockholm-Arlanda, - Tbilissi-C. Roustavéli, - Tel Aviv - Ben Gourion, - Toronto (Pearson), - Venise - Marco Polo, - Vienne-Schwechat, - Vilnius, - Zaporijjia, - Zurich En saison : Alicante-Elche, Izmir-A. Menderes, Pula, Split, Tirana-Mère-Teresa En saison charter : - Antalya, - Bodrum-Milas, - Dalaman, - Hambantota-Mattala, - Héraklion-N. Kazantzákis, - Hurghada, - Ioannina, - Kayseri-Erkilet, - La Romana-Casa de Campo, - Malé Velana, - Marsa Alam, - Rhodes-Diagoras, - Charm el-Cheikh, - Thessalonique-Makedonía |
| Vueling                        | Paris-Orly |
| Windrose Aviation              | - Belgrade-Nikola-Tesla, - Bucarest-H. Coandă, - Dnipro, - Ivano-Frankivsk, - Kharkiv (Charcovie), - Kherson, - Ljubljana-Jože Pučnik, - Lviv-Danilo Halitskyi, - Odessa, - Sofia-Vrajdebna, - Zagreb-Pleso, - Zaporijjia En saison : - Bodrum-Milas, - Bourgas, - Dubrovnik, - Héraklion-N. Kazantzákis, - Mykolaïv, - Pula, - Rhodes-Diagoras, - Split |
| Wizz Air                       | Abou Dabi |

Édité le 25/06/2018  Actualisé le 17/01/2022